# Municipio de Nuevo Zoquiápam
El municipio de Nuevo Zoquiápam (nombre en zapoteco: Yoga Guna 'río lodo') es un municipio de 1,652 habitantes situado en el Distrito de Ixtlán, Oaxaca, México.

## Historia
En el año 1969, la cabecera municipal fue inundada debido al fuerte temporal de lluvias, por lo que fue reubicada a una zona más segura, cambiando así el nombre del municipio a Nuevo Zoquiápam. El nuevo pueblo fue hecho con planeación urbana y ese mismo año contaba con el servicio de agua potable. 
En cuatro años se construye el edificio para la presidencia municipal y una escuela primaria. En 1974 el pueblo ya contaba con energía eléctrica.

## Economía
El 65% de la población económicamente activa se dedica al sector primario, 19% al sector secundario y 16% al sector terciario.
Los principales cultivos del municipio son el tomate en invernadero, maíz, miltomate y cebolla. La comunidad gestiona responsablemente los recursos forestales para su aprovechamiento.

## Demografía
En el municipio habitan 1,652 personas, de las cuales, 39% habla una lengua indígena.
Localidades
| Nombre de la localidad | Población 2010 |
| Nuevo Zoquiápam        | 1,312          |
| San Matías Zoquiápam   | 322            |
| Rumbo al Pueblo Viejo  | 18             |

## Flora y fauna

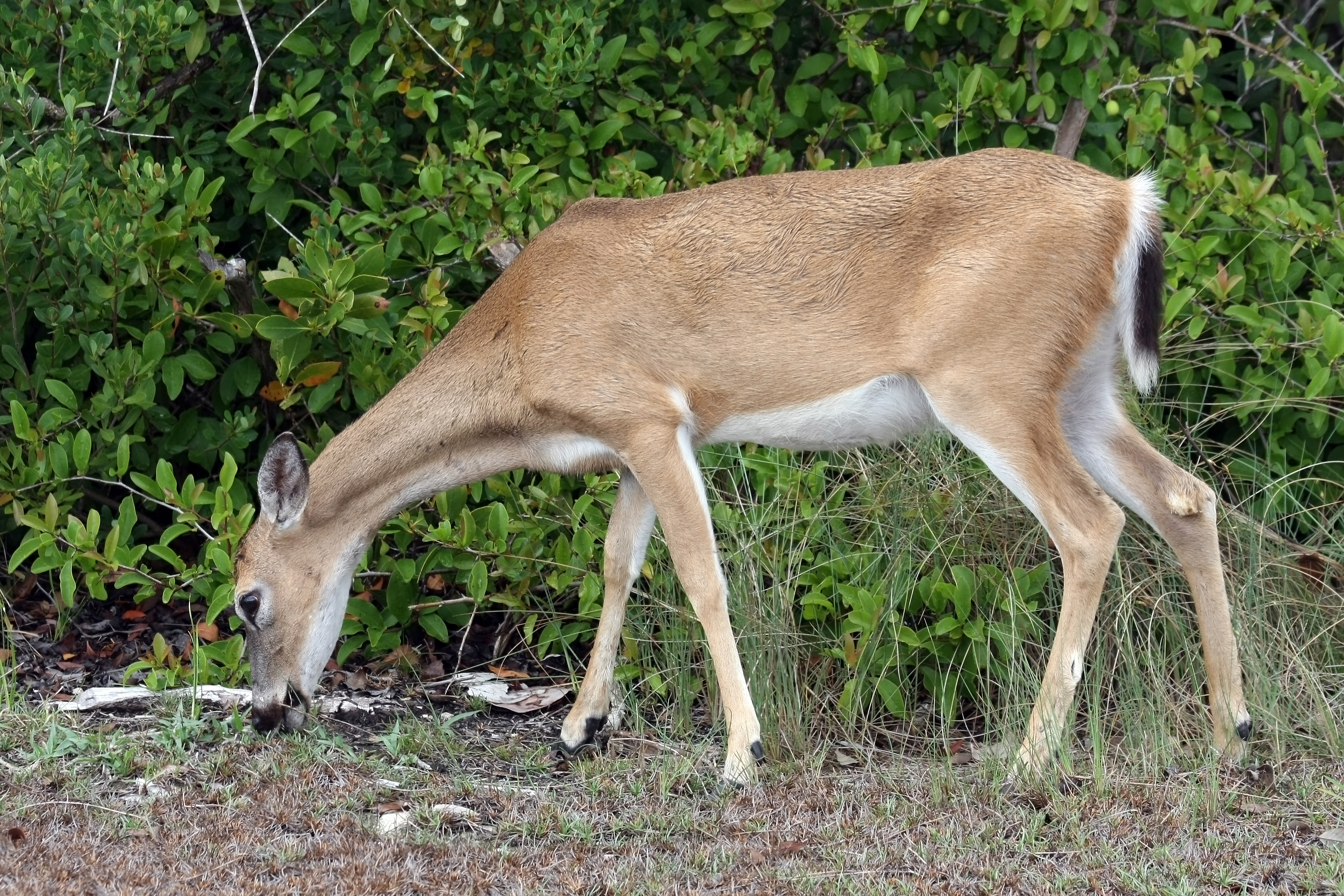
Venado cola blanca

La región es rica en especies silvestres:
Flora: Encino, pino,palo de águila, manzano, lima, aguacate, durazno, membrillo, geranio, rosa, aretillo.
Fauna: Venado cola blanca, ardilla, conejo, tejón, zorra gris, liebre torda, zorrillo, tlacuache, armadillo, codorniz, chachalaca.